# Huércal de Almería
Huércal de Almería là một đô thị thuộc tỉnh Almería, ở cộng đồng tự trị Andalusia, Tây Ban Nha. Đô thị này có diện tích 21 km², dân số năm 2005 là 11.128 người.

## Biến động dân số
| 1999  | 2000  | 2001  | 2002  | 2003  | 2004   | 2005   |
| ----- | ----- | ----- | ----- | ----- | ------ | ------ |
| 6,395 | 6,766 | 7,568 | 8,283 | 9,298 | 10,242 | 11,128 |

Nguồn: INE (Tây Ban Nha)